# Ilava, Slovakien
Denna artikel avser staden i Slovakien. För staden Ilave i Peru, se Ilave. För staden Iława i Polen, se Iława.
Ilava (Tyska:Illau), (Ungerska:Illava) är en stad i regionen Trenčín i nordvästra Slovakien. 

## Geografi
Staden ligger i Ilava distrikt vid floden Váh. Staden ligger nedanför bergskedjan Strážovské vrchy, och nära de två städerna Považská Bystrica och Trenčín. Förutom själva staden ingår även de två stadsdelarna Iliavka och Klobušice som ligger cirka 2 km från staden och blev en del av staden 1969.

## Historia
Staden nämndes för första gången någon gång mellan åren 1332 och 1337, och stadsrättigheter erhölls 1339. Staden utvecklades runt ett gotiskt slott med samma namn. Under 1600-talet utvecklades slottet till ett renässansslott. 1856 byggdes slottet om till ett fängelse, som under andra världskriget användes som koncentrationsläger. 

## Demografi
Enligt 2001 års folkräkning hade staden 5 441 invånare. 98,1 % var slovaker, 0,9 % var tjecker och resterande 0,1 % var antingen romer eller ungrare. 87,2 % tillhörde den Romersk-katolska kyrkan, 7,9 % sade sig inte tillhöra någon religiös grupp och 1,2 % tillhörde olika lutherska samfund.

## Vänorter
- Győr, Ungern
- Klimkovice, Tjeckien
- Mikołów, Polen